# Liga Națională de fotbal din Insulele Falkland
Ligă Națională de fotbal din Insulele Falkland este primul eșalon din sistemul competițional fotbalistic din Insulele Falkland.

## Echipe
- Brintel Choppers
- Kelper Store Celtics
- Sealed PR Athletic
- Sulivan Blue Sox

## Foste echipe
- Corps 1
- Corps 11
- FIDF
- FI Volunteers
- HMS Manchester
- Scotts 1
- Scotts 11
- Stanley F.C.
- Tri Services F.C.

## Foste campioane
| - 1916: Stanley F.C. - 1917: Stanley F.C. - 1918: Stanley F.C. - 1919: Stanley F.C. - 1920: Stanley AC - 1921: Stanley AC - 1922: FI Volunteers - 1923: Stanley AC - 1924: FI Volunteers - 1925: Stanley AC - 1926: Stanley AC - 1927: Stanley AC - 1928: Stanley AC - 1929: Stanley AC - 1930: FI Volunteers - 1931: Stanley AC - 1932: FI Volunteers - 1933: Stanley Service Corps I F.C. - 1934: FI Volunteers - 1935: Jubilee Club | - 1936: FI Volunteers - 1937: FI Volunteers - 1938: FI Volunteers - 1939: FIDF - 1940: FI Volunteers - 1941: FIDF - 1942: FIDF - 1943: Stanley Service Corps I F.C. - 1944: FIDF - 1945: FIDF - 1946: Hotspurs - 1947: Stanley Redsox - 1948: Stanley Redsox - 1949: Stanley Redsox - 1950: Stanley Redsox - 1951: Stanley United - 1952: Hotspurs - 1953: Hotspurs - 1954: Hotspurs | - 1955: Stanley Dynamos - 1956: Stanley Redsox - 1957: Stanley Redsox - 1958: Hotspurs - 1959: Hotspurs - 1982-84: Nu s-a disputat din cauza Războiului Maldivelor - 1998-99: Kelper Store Celtics - 1999-00: Hard Disc Rangers - 2000-01: Kelper Store Celtics - 2001-02: Kelper Store Celtics - 2002-03: Kelper Store Celtics - 2003-04: All Saintss - 2004-05: Kelper Store Celtics - 2005-06: Penguin News - 2006-07: Globe Tavern Wanderers - 2007-08: Kelper Store Celtics - 2008-09: Kelper Store Celtics - 2009-10: |